# Villa Celsa
Villa Celsa si trova a Sovicille, in provincia di Siena.

## Storia

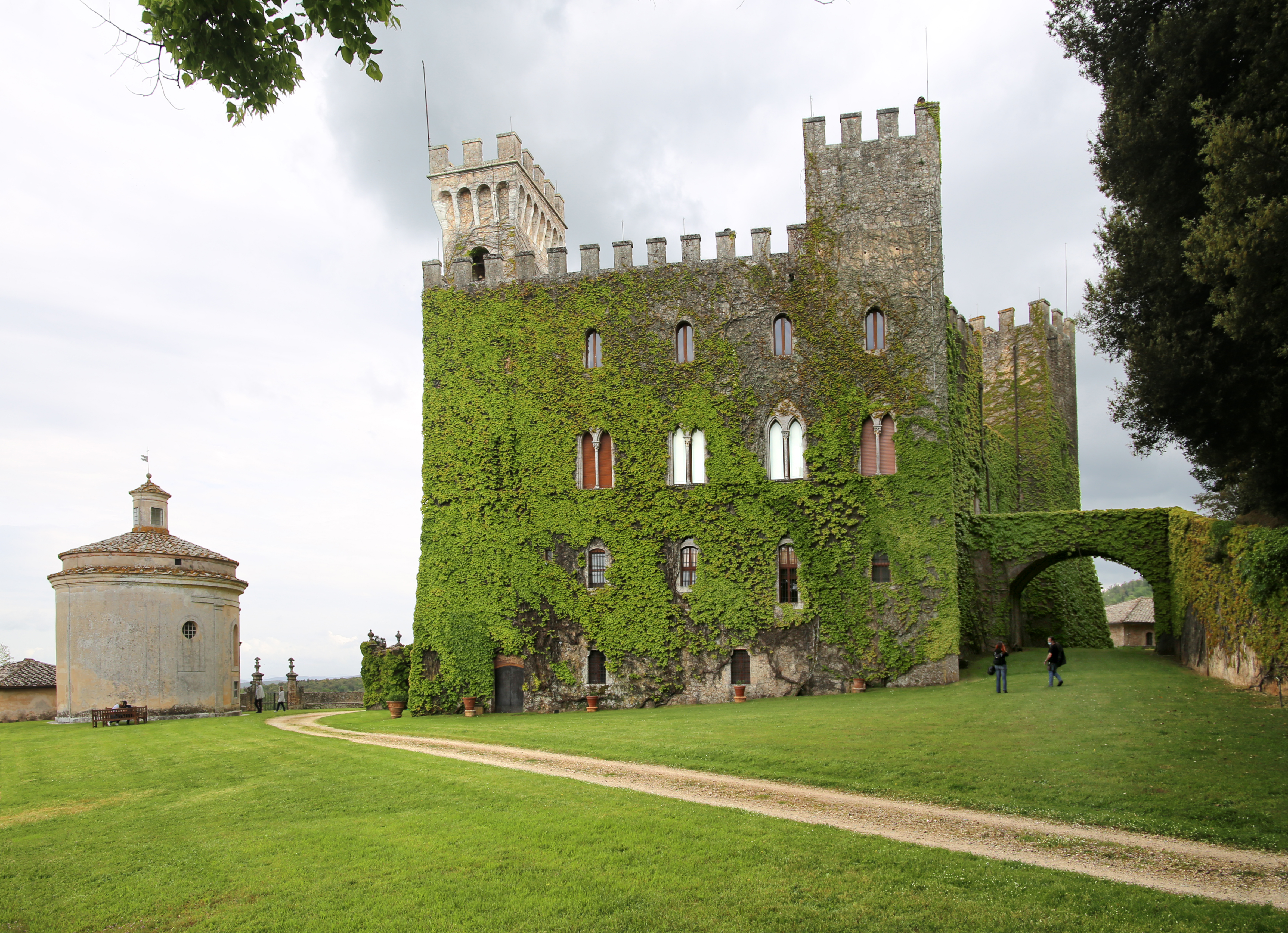
Il lato nord

Inizialmente sorto come castello, baluardo difensivo della repubblica di Siena sulla Montagnola Senese, fu trasformato nel Cinquecento in residenza per iniziativa del proprietario Mino Celsi. Da questa famiglia senese, estintasi precocemente, è probabile che derivi quindi il suo nome. Il restauro cinquecentesco è sicuramente attribuibile all'architetto Baldassarre Peruzzi, per l'esistenza di un disegno, che descrive la cappella circolare e la sistemazione dei muri di terrazzamento. L'architettura del cortile ha inoltre i caratteri propri delle opere peruzziane. 

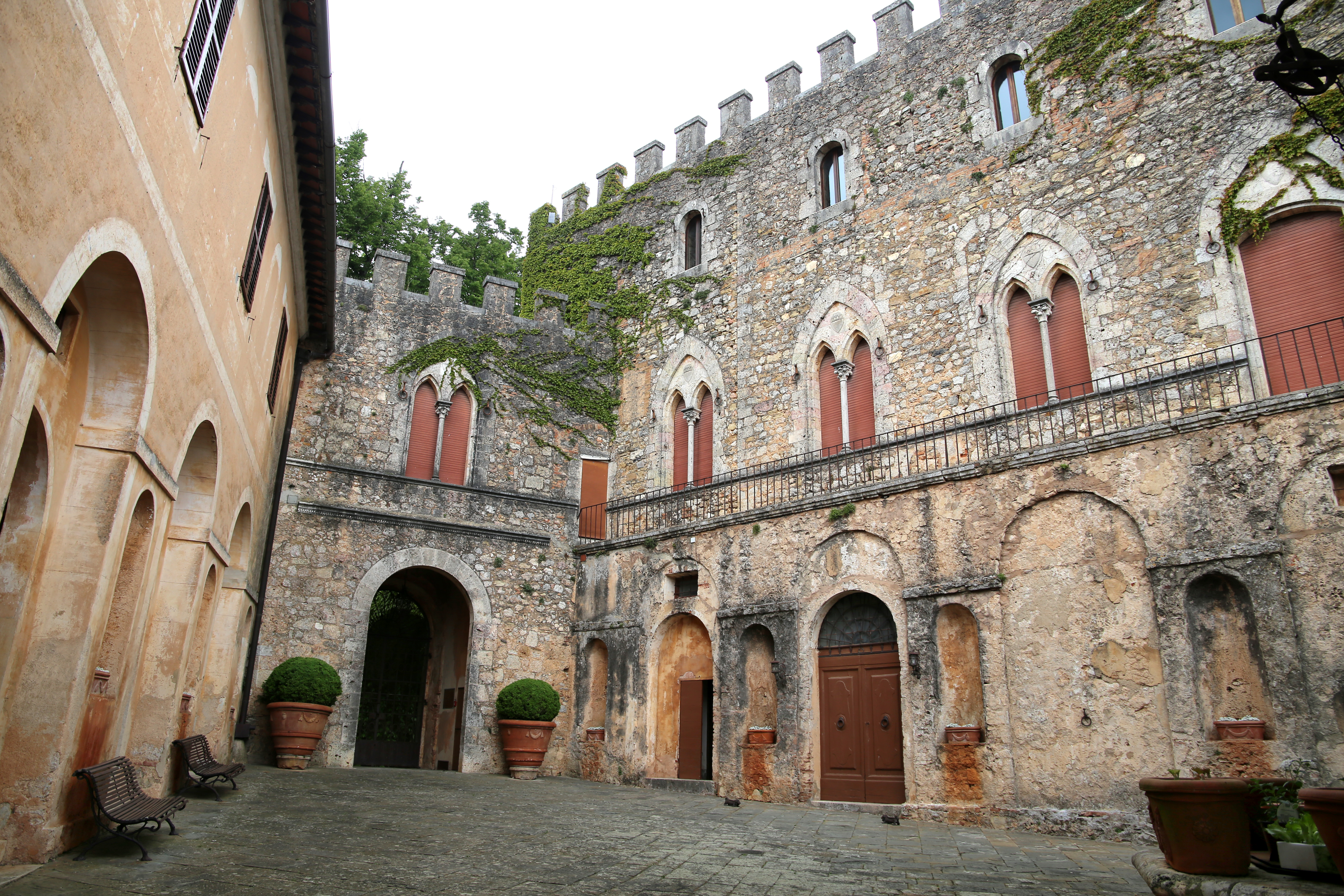
Il cortile trapezoidale

Nel maggio del 1554, durante la Guerra di Siena, il complesso fu severamente danneggiato dalle truppe imperiali, fiorentine e spagnole del Marchese di Marignano. Appena dopo la resa di Siena il suo proprietario fu sospettato di cospirare contro i Medici, poiché aderiva ad un ristretto gruppo di protestanti, che si manteneva segreto, raccolto attorno ai Sozzini. Durante il XVII secolo, contemporaneamente al restauro del fabbricato, venne iniziato il progetto, dai de' Vecchi, degli ampi giardini, espressione della cultura barocca. Nel 1802 subentrarono nella proprietà i Chigi, ai quali si devono alcune trasformazioni tardo-ottocentesche della residenza di carattere neogotico, ma limitate al prospetto posteriore e che non inficiano l'aspetto monumentale della facciata principale, rimasto intatto. 
Un ulteriore restauro della dimora e del giardino si deve ai principi Aldobrandini, proprietari di Celsa dai primi del Novecento.

## Descrizione

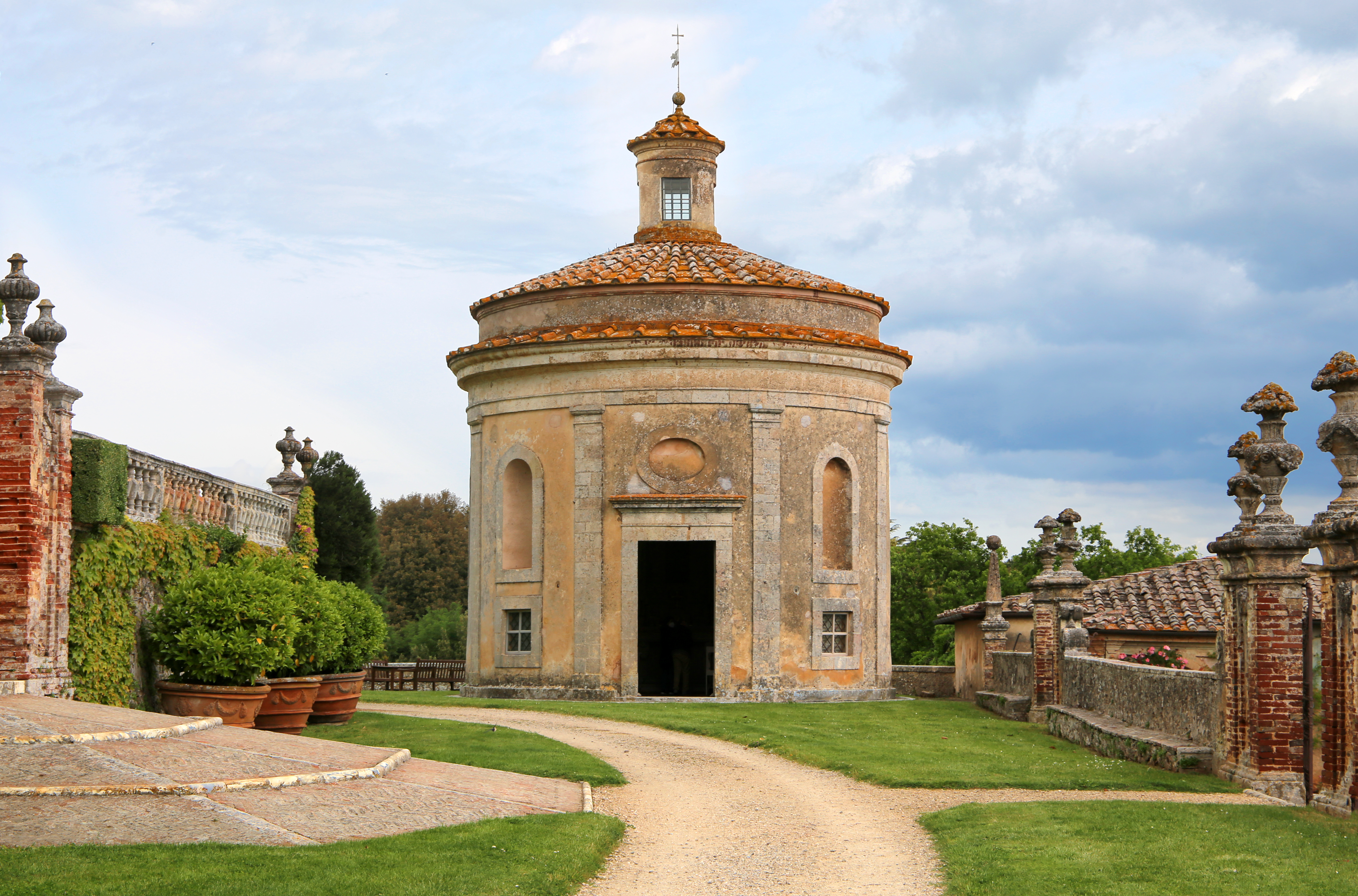
La cappella di Baldassarre Peruzzi

Nonostante numerosi interventi subiti nel corso dei secoli, l'edificio e il suo contesto paesaggistico conservano il loro carattere cinquecentesco, mantenendo intatta dell'antico castello medievale soltanto la torre d'angolo sud. La villa racchiude al suo interno un cortile di forma triangolare, dalle raffinate proporzioni classiche, correlate al castello di Belcaro, anch'esso modificato da Baldassarre Peruzzi: il cortile è delimitato a valle da un muro in cui si aprono tre portali, chiusi da elaborate cancellate, che attraverso una rampa immettono sul largo terrazzamento di accesso, che raccorda le varie parti dell'assieme monumentale.

### Il giardino

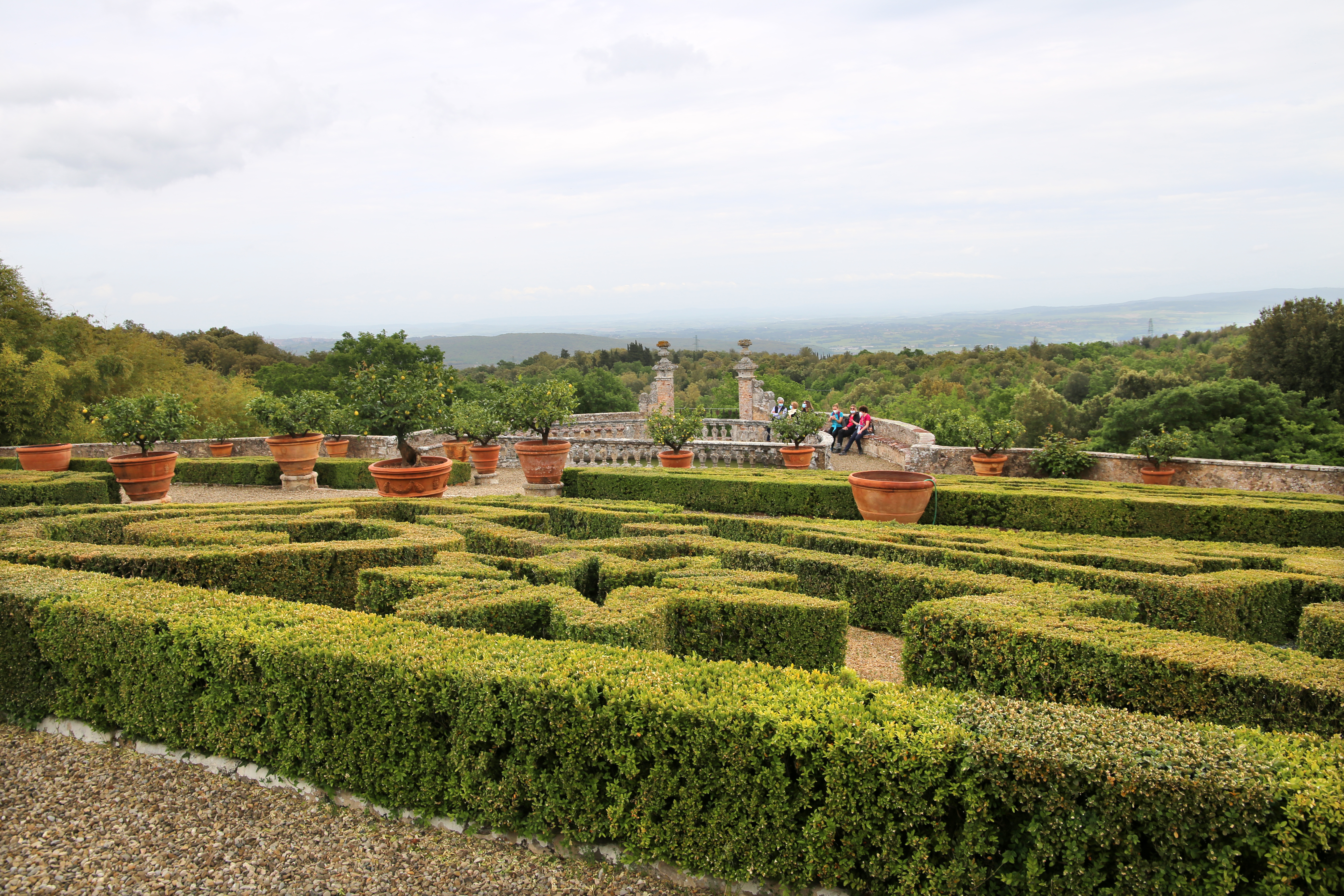
I giardini all'italiana

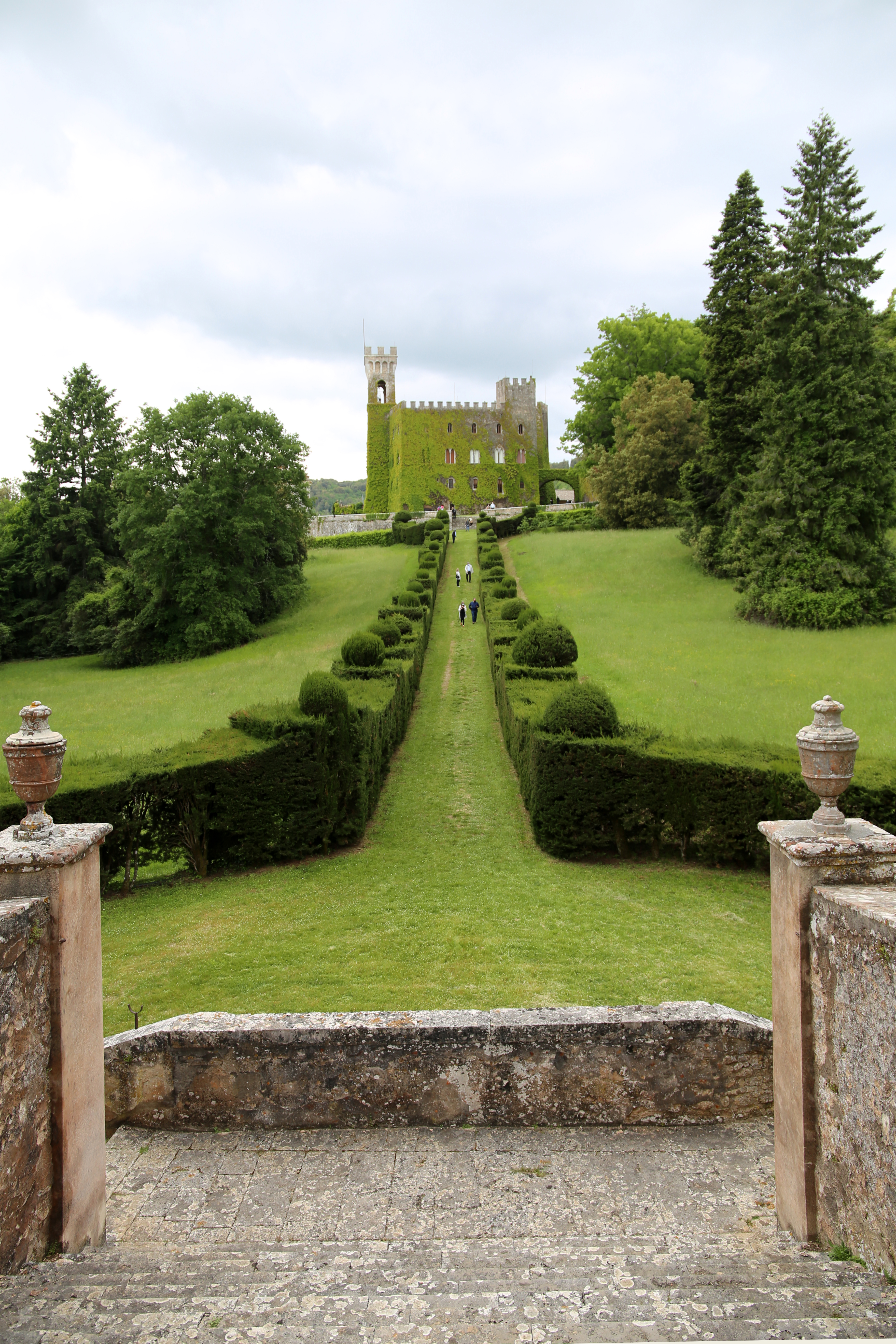
La via verso la pescaia

L'accesso alla villa, un viale alberato, sfocia nel terrazzamento principale, coronato dall'edificio della cappella circolare, di ispirazione classica, dovuto al Peruzzi. Percorrendolo, su di un lato sorge la villa, e di fronte si può godere della vista del giardino all'italiana, disposto su un terrazzamento inferiore, cui si accede tramite una cancellata inquadrata da colonne con alla sommità grandi vasi decorativi. Questo giardino all'italiana, che con il suo complicato disegno e apparato architettonico costituisce un insieme di grande effetto scenografico, è tipicamente costituito da aiuole bordate con bossi potati, in cui un ruolo di preminenza è riservato alle piante di agrumi, coltivate in grandi conche di terracotta. Il parterre è compreso tra un magazzino e una piccola limonaia, tra loro speculari, in cui trovano riparo durante la stagione invernale le conche dei limoni. Otto aiuole bordate da siepi di bosso riproducono lo stemma degli Aldobrandini, composto da una stella e da un rastrello, con un sapiente uso di ghiaia colorata, inclusi minerali di rame, che fanno risaltare il contrasto cromatico, uno dei pochi esempi superstiti di broderie barocca in Toscana. Sul muro di fondo, in asse con la cancellata d'ingresso, è situata una grande peschiera semicircolare (circondata da una bassa balaustra in travertino, che richiama analoghe decorazioni sul corpo della villa) che funge da belvedere. Dalla vasca si può ammirare il panorama sulla valle incorniciato da due colonne laterali. 
Proseguendo il cammino, il terrazzamento, attraverso un percorso delimitato da siepi di cipresso potate a forma di parapetti ondulati, sfocia in una radura con prospettive paesaggistiche da giardino di gusto inglese, per poi raggiungere una grande peschiera semicircolare, con alle spalle un selvatico di lecci, che costituisce l'unico episodio dell'incompiuto grandioso giardino barocco. La peschiera è caratterizzata sul lato curvo da una cortina di muro a catena, scandita da balaustre a colonnine che si alternano a vasi. Questi segnano anche l'incontro delle volute sotto le quali, su uno sfondo di pietra spugnosa, sono poste statue a rilievo di divinità marine e draghi. 
Nell'area retrostante il bosco di lecci è percorso da viali radiali che si dipartono dalla peschiera e si ricongiungono attraverso altri due percorsi concentrici. Nel bosco di lecci è presente un piccolo casino di piacere cilindrico, affrescato internamente. Fa da sfondo ad uno dei due viali laterali una nicchia centinata, in pietra spugnosa, che contiene un bassorilievo in marmo raffigurante la nascita di Gesù. All'estremità del viale centrale si trova un'altra nicchia contenente una lastra con un'iscrizione.